# Meotida
"Meotida" (ros. "Меотида") – rosyjski statek pływający na Morzu Czarnym
Statek został zbudowany w stoczni w Helsingfors w 1898 r. jako holowniczy statek parowy (parochod). Portem macierzystym był Sewastopol. Pełnił funkcję statku hydrograficznego, biorąc w latach 1909–1910 udział w 2 ekspedycjach naukowych pod kierownictwem akademika Siergieja A. Ziernowa mających za zadanie zbadanie wybrzeża Krymu i Kaukazu pod kątem biologicznym. Następnie do 1914 r. kursował jako statek pasażerski pomiędzy Jałtą i Feodozją. Po wybuchu I wojny światowej został zmobilizowany i włączony w skład Floty Czarnomorskiej. W 1918 r. przejęli go Biali. Podczas ewakuacji wojsk Białych z Krymu został 16 listopada 1920 r. pozostawiony w porcie w Kerczu. Po obsadzeniu statku przez bolszewików wszedł 15 grudnia tego roku w skład Flotylli Azowskiej. W 1921 r. przejęła go flota handlowa. Dalsze losy statku są nieznane.